# Авадзи, Кэйко
Кэйко Авадзи (яп. 淡路 恵子; 17 июля 1933, Токио — 11 января 2014, там же) — японская киноактриса.

## Биография
Первый муж — филиппинский музыкант и актёр Родриго («Бимбо») Данао. В 1966—1987 была замужем за японским актёром театра и кино Накамурой Кинносукэ; их старший сын погиб в автокатастрофе, младший покончил с собой.
Актриса умерла от рака.

## Творчество
Получила известность после дебютной роли танцовщицы в фильме Акиры Куросавы Бездомный пёс (1949). Снималась и у других крупных мастеров. В 1967—1986 не работала в кино. В целом сыграла более чем в 100 фильмах.

## Избранная фильмография
- 1949 — Бездомный пёс (Акира Куросава)
- 1953 — Приключения Нацуко (Нобору Накамура)
- 1953 — Трагедия Японии (Кэйсукэ Киносита)
- 1953 — Твоё имя (реж. Хидэо Ооба)
- 1953 — Твоё имя. Часть II (реж. Хидэо Ооба)
- 1954 — Твоё имя. Часть III (реж. Хидэо Ооба)
- 1954 — Мосты у Токо-Ри (Марк Робсон)
- 1957 — Чёрная река (Масаки Кобаяси)
- 1957 — Гейша в Старом Городе (Хироси Инагаки)
- 1960 — Когда женщина поднимается по лестнице (Микио Нарусе)
- 1960 — Дочери, жены и мать (Микио Нарусе)
- 1965 — Японские призраки (Сиро Тоёда)
- 2001 — Инугами (Масато Харада)

## Признание
Премия Голубая лента лучшей актрисе второго плана в фильмах «Гейша в Старом Городе» и «Ситамати» (1957) и др.